# Referendum über den Nationalfeiertag in der Republika Srpska 2016

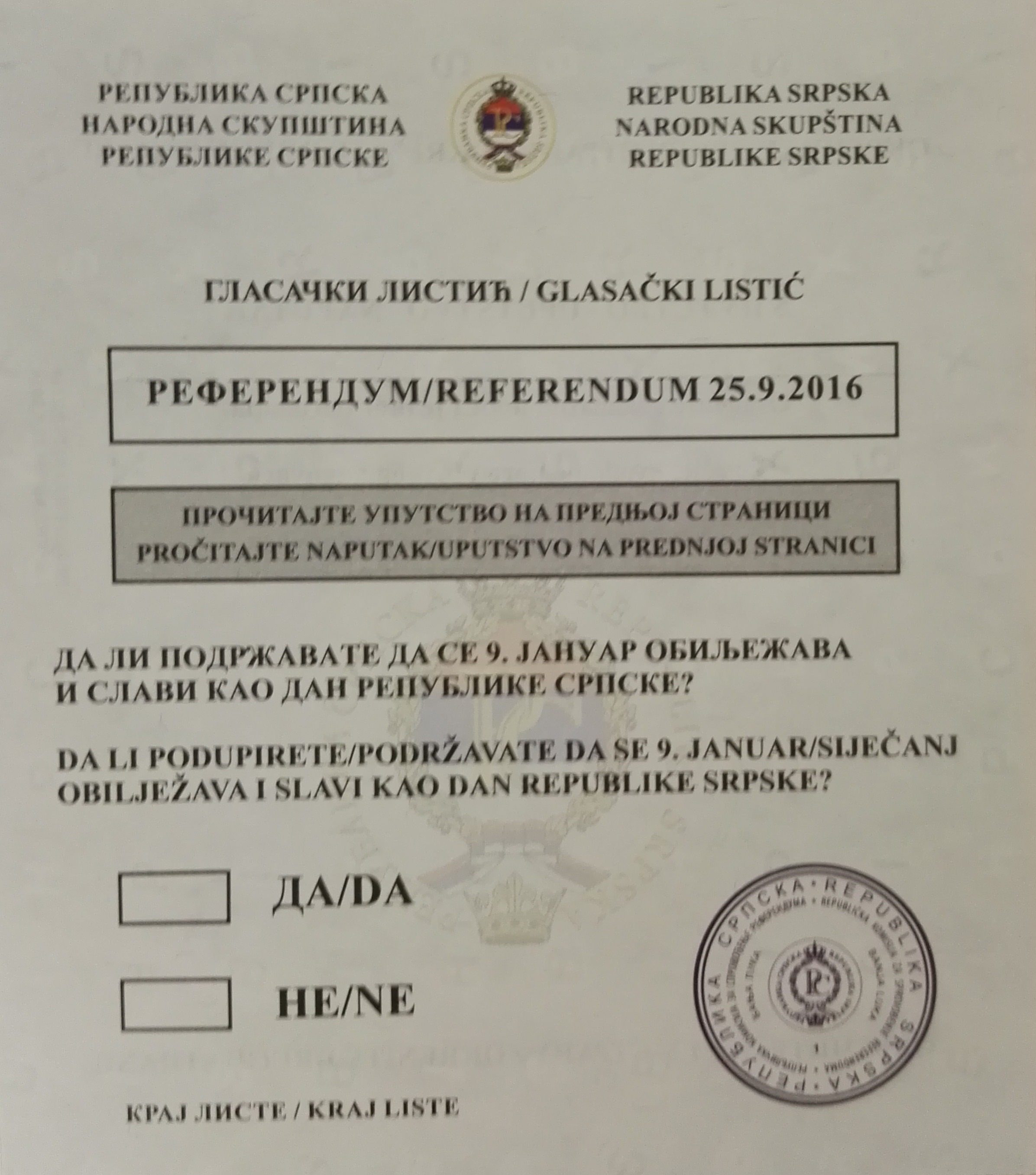
Der Stimmzettel enthielt folgende Frage, die mit Ja oder Nein beantwortet werden konnte: Da li podržavate da se 9. Januar obilježava i slavi kao dan Republike Srpske? (Unterstützen Sie, dass der 9. Januar als Gedenktag der Republika Srpska gefeiert und geehrt wird?)

Das Referendum über den Nationalfeiertag in der Republika Srpska fand am 25. September 2016 statt. Gegenstand des Referendums war die Beibehaltung des 9. Januar als offizieller Feiertag. Mit dem Tag wird auf die Gründung der bosnisch-herzegowinischen Teilrepublik am 9. Januar 1992 Bezug genommen. Der Feiertag wurde nach Klage des bosnischen Politikers Bakir Izetbegović vom bosnisch-herzegowinischen Verfassungsgericht für verfassungswidrig erklärt. Der Feiertag sei gleichzeitig der von den serbischen Christen begangene Tag des heiligen Stephanus und grenze die muslimischen und kroatischen Bewohner in der Teilrepublik aus.
Bei 55,77 Prozent Wahlbeteiligung sprachen sich 99,81 % der Abstimmenden für die Beibehaltung des Feiertags aus.

## Politischer Hintergrund
Das bosniakische Mitglied des dreiköpfigen bosnisch-herzegowinischen Staatspräsidiums, Bakir Izetbegović, außerdem Parteivorsitzender der SDA, hatte im Jahr 2013 vor dem bosnisch-herzegowinischen Verfassungsgericht gegen den seit 1992 bestehenden Nationalfeiertag der Republika Srpska Beschwerde eingelegt. Grundlage der Beschwerde war, dass die Ausrufung der Serbischen Republik Bosnien-Herzegowina am 9. Januar 1992 die territoriale Abspaltung von den anderen Ethnien des Landes bedeutet habe. Mit der Serbischen Republik sei ein Staat einer dominanten serbischen Nation gegründet worden, unter Ausschluss und Diskriminierung der anderen Nationalitäten. Zudem weise der 9. Januar nicht nur auf das Gründungsdatum der Republika Srpska im Jahr 1992 zurück, sondern sei zugleich der Feiertag des heiligen Stephanus, der überwiegend von den orthodoxen Serben gefeiert wird.
Seitens der Regierung der Republika Srpska wurde vorgebracht, dass es sich beim 9. Januar 1992 um das Gründungsdatum der Republika Srpska handele und deshalb auch der Feiertag existiere, unabhängig vom Feiertag des heiligen Stephanus. Dennoch wurde vom bosnisch-herzegowinischen Verfassungsgericht mit Urteil vom 26. November 2015 entschieden, dass der 9. Januar als Nationalfeiertag nicht verfassungskonform und dieser innerhalb von sechs Monaten zu verschieben sei. Das Gericht argumentierte, dass der Feiertag die muslimischen und kroatischen Bewohner in der Teilrepublik ausgrenze. Dass der 9. Januar 1992 für viele Bosniaken und Kroaten keine positiven Erinnerungen berge, weil damals das Land gespalten wurde und die Gründung der Republik Srpska unter Federführung des später als Kriegsverbrecher verurteilten Radovan Karadžić einer von mehreren Punkten war, der letztlich zum Bosnienkrieg führte, wird in dem Urteil nicht explizit erwähnt, war aber Gegenstand vieler Analysen und Kommentare.
Milorad Dodik, der Präsident der Republika Srpska, akzeptierte das Urteil nicht („Wir werden den Beschluss nicht umsetzen. Die Richter können sich ihn in die Haare schmieren“) und entgegnete, dass sich ein Gründungsdatum nicht verschieben lasse und zudem der Feiertag bereits seit 1992 bestehe, also schon zu einem Zeitpunkt gefeiert wurde, als das bosnisch-herzegowinische Verfassungsgericht noch nicht existierte.

## Gedenktag des heiligen Stephanus
Der Gedenktag des heiligen Stephanus wird in verschiedenen christlichen Kirchen begangen. In der römisch-katholischen Kirche, altkatholischen Kirche, der lutherischen Kirchen und der anglikanischen Kirche fällt der Gedenktag auf den 26. Dezember. Die griechisch-orthodoxe, russisch-orthodoxe und die serbisch-orthodoxe Kirche feiern ihn einen Tag später am 27. Dezember.
Anders als vom Verfassungsgericht angeführt, fällt der Gedenktag des heiligen Stephanus jedoch ursprünglich in keiner der Kirchen auf den 9. Januar. Die Verteidiger des Nationalfeiertages verweisen darauf, dass es sich bei der serbisch-orthodoxen Kirche um sogenannte Altkalendarier handelt, die ihre kirchlichen Feiertage nach dem julianischen statt dem gregorianischen Kalender begehen. Demnach liegt der 27. Dezember des julianischen Kalenders im Jahr 2016 auf dem 9. Januar des gregorianischen Kalenders. Spätestens zum 27. Dezember 2100 würde die Umrechnung zwischen julianischem und gregorianischem Kalender dazu führen, dass der Gedenktag des heiligen Stephanus nunmehr einen Tag später gefeiert würde, nämlich am 10. Januar 2101.

## Rechtliche Zulässigkeit
Nachdem die Republika Srpska das Referendum angekündigt hatte, entschied das bosnisch-herzegowinische Verfassungsgericht, dass dieses nicht zulässig sei. Es verwies auf die Entscheidung vom November 2015. Die Vertreter der Republika Srpska erklärten, dass sich aus dem Ergebnis des Referendums keine rechtlichen Verbindlichkeiten ergäben und es deshalb dennoch zulässig sei.
Der Hohe Repräsentant für Bosnien und Herzegowina, Valentin Inzko, wäre mit den ihm erteilten Befugnissen, den sogenannten Bonn Powers, in der Lage gewesen, Minister abzusetzen und die Entscheidung des Verfassungsgerichts zu bekräftigen. Er kündigte aber an, von seinen Machtbefugnissen wie bereits in den Jahren zuvor keinen Gebrauch zu machen.
Gegen das Referendum hatten sich unter anderem  die Vereinigten Staaten und die Europäische Union ausgesprochen. Die serbische Regierung unter Ministerpräsident Aleksandar Vučić erklärte ebenfalls im Vorfeld, sie unterstütze das Referendum der bosnischen Serben nicht.
Bestärkt wurde die Regierung der Republika Srpska durch die Regierung der Russischen Föderation, zuletzt bei einem Besuch Dodiks bei Wladimir Putin drei Tage vor dem Referendum.

## Wahlberechtigte
Wahlberechtigt waren rund 1.219.000 Bürger der Republika Srpska, wohingegen die Bürger der Föderation Bosnien und Herzegowina (nicht zu verwechseln mit dem Gesamtstaat) nicht wahlberechtigt waren. Die Möglichkeit einer Briefwahl für die im Ausland lebenden Bürger gab es nicht, doch wurden teilweise in den Ländern, in welchen die Republika Srpska eigene ständige wirtschaftliche Vertretungen unterhält, Wahllokale für die Bürger der Republika Srpska u. a. in Deutschland, Serbien, Russland, der Schweiz, Österreich, Belgien und den Niederlanden eingerichtet.

## Wahlergebnis
| Auswahl                                 | Stimmen   | Prozent |
| --------------------------------------- | --------- | ------- |
| Ja                                      | 677.721   | 99,81 % |
| Nein                                    | 1.291     | 0,19 %  |
| Summe der gültige Stimmen               | 679.012   | 99,84 % |
| Ungültige oder leere Stimmzettel        | 1.104     | 0,16 %  |
| Gesamtsumme der abgegebenen Wahlzettel  | 680.116   | 100,0 % |
| Registrierte Wähler und Wahlbeteiligung | 1.219.399 | 55,77 % |
| Quelle: Al Jazeera Balkans              |           |         |